# Heber Doust Curtis

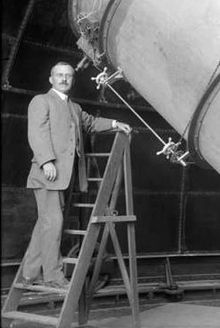

Heber Doust Curtis (* 27. Juni 1872 in Muskegon, Michigan; † 9. Januar 1942 in Ann Arbor, Michigan) war ein US-amerikanischer Astronom.
Er war Professor für Astronomie und Direktor mehrerer Observatorien, zuletzt ab 1930 der astronomischen Observatorien der University of Michigan.
Curtis vertrat als einer der Ersten überzeugende Hinweise auf die extragalaktische Stellung der Spiralnebel und diskutierte diese mit Harlow Shapley in der berühmten "großen Debatte". Er erstellte mehrere Kataloge von Nebeln und Galaxien.
Er unternahm 11 Sonnenfinsternisexpeditionen. 1919 wurde Curtis in die National Academy of Sciences und 1920 in die American Philosophical Society gewählt.
Nach ihm ist der Mondkrater Curtis benannt.